# Timi Zajc
Timi Zajc (Ljubljana, 2000. április 26. –) szlovén olimpiai- és világbajnok síugró, 2017 óta a síugró-világkupa tagja.

## Pályafutása
Zajc karrierjét a FIS-kupában és a kontinentális-kupában kezdte, első nagyobb megmérettetésére a 2017-es téli európai ifjúsági olimpiai fesztiválon került sor, ahol mind az egyéni, mind a vegyescsapattal aranyérmes lett. A világkupán 2017 végén mutatkozott be, ahol a második versenyén már pontszerző tudott lenni. Jó eredményeinek köszönhetően elutazhatott a 2018-as téli olimpiára is, ahol az egyéni normálsáncos versenyen a 33. lett. A világkupán a következő évben megszerezte első dobogóját is a szapporói versenyen, ahol Stefan Kraft mögött a második helyen végzett. Első győzelmére alig öt napot kellett várnia, ugyanis rögtön a következő versenyen tudott egy sírepülő versenyt megnyerni. Az első sorozatban többen is megelőzték, ám a második sorozatban az előtte végzőknek rendkívül rossz szélviszonyok között kellett ugraniuk, így Zajcnak elég volt egy 233,5 méteres ugrás is a győzelemhez. A szezon végén a planicai sírepülő állomásokon is jól szerepelt, így a sírepülő összetettet a második helyen zárta. A következő szezon azonban nem kezdődött jól sem neki, sem pedig a többi szlovénnak. Ez a formahanyatlás pont a hazai rendezésű sírepülő világbajnokságon bontakozott ki, ahol az addig sírepülő-specialistának számító szlovének közül már az első nap szinte mindegyikük túl nagy hátrányt szedett össze a végső győzelemhez. Zajc szerint a rossz forma a szlovén edző rossz munkájának volt köszönhető és ennek a véleményének a közösségi médiában is hangot adott, amivel pár csapattársa is egyetértett. A szlovén szövetség a megnyilvánulása miatt azonnal kizárta őt a további versenyzésből, ám másnap az edző is lemondott posztjáról. Zajc később bocsánatot kért, de így is fegyelmi bizottság elé kellett állnia, ahol pénzbüntetést kapott.
A következő szezonban igyekezett visszatalálni formájához, ami azért is volt rendkívül fontos, mert ismét elutazhatott a téli olimpia helyszínére a szlovén csapattal. Mind a normálsáncos, mind a nagysáncos versenyen a legjobb 10 között zárt, előbbin 9., utóbbin pedig a 6. lett. Legnagyobb esélye a győzelemre azonban a csapatversenyeken volt, hiszen mindkét versenyre bekerült a szlovén csapatba. A vegyescsapattal végül olimpiai bajnok lett, hiszen a többi csapatban történt kizárások ellenére is hatalmas előnnyel tudták megnyerni a csapatversenyt a jó ugrásaiknak köszönhetően. A férfi csapatban is helyet kapott, de ott végül Ausztria csapata mögött a második helyen zártak, így Zajc pekingből egy arany és egy ezüstéremmel térhetett haza. A szezon hátralevő része is jól sikerült neki, hiszen márciusban a sírepülő-világbajnokságon az egyéni versenyen Marius Lindvik mögött a második helyen végzett, míg csapatban nem talált legyőzőre és lett világbajnok a szlovénekkel. Emellett pedig megszerezte második győzelmét is a világkupán, ismét az oberstdorfi sírepülő sáncon.

## Eredményei

### Világkupa
| Szezon  | Összetett | Négysánc | Sírepülés | Raw Air | Willingen Five | Titisee-Neustadt Five | Planica 7 |
| ------- | --------- | -------- | --------- | ------- | -------------- | --------------------- | --------- |
| 2017–18 | 32.       | 16.      | –         | 47.     | 27.            |                       | –         |
| 2018–19 | 9.        | 20.      | 6.        | 16.     | 6.             |                       | 3.        |
| 2019–20 | 14.       | 23.      | 2.        | 9.      | 9.             | 14.                   |           |
| 2020–21 | 1.        | 46.      | –         | 40.     |                | 44.                   | 48.       |
| 2021–22 | 8.        | 23.      | 2.        | 15.     |                |                       | 1.        |

#### Győzelmei
| No. | Szezon  | Dátum             | Helyszín   | Sánc                               | Sáncméret |
| --- | ------- | ----------------- | ---------- | ---------------------------------- | --------- |
| 1.  | 2018–19 | 2019. február 1.  | Oberstdorf | Heini-Klopfer-Skiflugschanze HS235 | FH        |
| 2.  | 2021–22 | 2022. március 20. | Oberstdorf | Heini-Klopfer-Skiflugschanze HS235 | FH        |

### Olimpia
| Év   | Helyszín     | Verseny       | Eredmény |
| ---- | ------------ | ------------- | -------- |
| 2018 | Phjongcshang | normálsánc    | 33.      |
| 2022 | Peking       | normálsánc    | 9.       |
| 2022 | Peking       | nagysánc      | 6.       |
| 2022 | Peking       | csapatverseny | 2.       |
| 2022 | Peking       | vegyescsapat  | 1.       |

### Északisí-világbajnokság
| Év   | Helyszín | Verseny       | Eredmény |
| ---- | -------- | ------------- | -------- |
| 2019 | Seefeld  | normálsánc    | 50.      |
| 2019 | Seefeld  | nagysánc      | 10.      |
| 2019 | Seefeld  | csapatverseny | 6.       |
| 2023 | Planica  | normálsánc    | 10.      |
| 2023 | Planica  | nagysánc      | 1.       |
| 2023 | Planica  | csapatverseny | 1.       |
| 2023 | Planica  | vegyescsapat  | 3.       |

### Sírepülő-világbajnokság
| Év   | Helyszín  | Verseny | Eredmény |
| ---- | --------- | ------- | -------- |
| 2020 | Planica   | egyéni  | 30.      |
| 2022 | Vikersund | egyéni  | 2.       |
| 2022 | Vikersund | csapat  | 1.       |